# Hotel Danmark
Hotel Danmark er et boutique-hotel, der er beliggende på hjørnet af Vester Voldgade og Stormgade i København, tæt på Rådhuspladsen. Det ejes af Brøchner Hotels.
Hotellet ligger i to bygninger, der er opført i 1791 og 1969. Facaden på bygningen fra 1969 er særligt karakteristisk med dens grønne klinker.
Hotel Danmark genåbnede i 2017 efter en gennemgående renovering. Det var oprindeligt planen, at hotellet skulle ændre navn i samme forbindelse, men det skete ikke. Hotellets lobby fremstår som en café, og det rummer desuden en vingård og en tagterrasse.
Hjørneejendommen er opført i barokstil 1790-1791 for hofkonditor Jens Raae. Den består af kælder samt tre etager. Kvisten mod Stormgade blev påbygget i 1811, og ejendommen undergået flere ombygninger i både 1800- og 1900-tallet og senest i 2017. Ejendommen Vester Voldgade 89 er opført i 1969. På grunden lå tidligere Missionshotellet Annex, der blev nedrevet i 1968.